# 長谷川年光
長谷川 年光（はせがわ としみつ、1930年10月27日 - ）は、日本の英文学者。京都大学名誉教授。専攻は、英文学、比較文学。専門は、ウィリアム・バトラー・イェイツなど20世紀のイギリスおよびアイルランドの文学、演劇の研究。

## 来歴・人物
香川県出身。1953年（昭和28年）京都大学文学部卒業。1959年（昭和34年）同大学大学院文学研究科英文学専攻博士課程修了の後、立命館大学文学部講師となる。1961年（昭和36年）同大学同学部助教授に昇任。
1966年（昭和41年）京都大学教養学部講師に転任。1978年（昭和53年）から1年間、文部省在外研究員として留学。1980年（昭和55年）京都大学教養部教授に就任。1992年（平成4年）同大学教養部から総合人間学部に改称。
1993年（平成5年）京都大学退官。大阪産業大学教授に就任。その後、京都橘大学文学部教授を務めた。
1995年（平成7年）『イェイツと能とモタニズム』刊行。日本の伝統芸能である能は、どのように西欧圏に受容されていったのか。エズラ・パウンドとウィリアム・バトラー・イェイツのかかわり合いに光を当て、能の西欧への伝播と同化の過程の一面を明らかにしている。

## 受賞歴
- アルビオン賞

## 著書
- 『イェイツと能とモタニズム』（ユー・シー・プランニング）（1995年）